# Mafia americană
Mafia americană - cunoscută în America de Nord și sub denumirea de mafia italoamericană, mafia sau the mob - este o societate secretă bine structurată a italoamericanilor implicată în crima organizată. Membrii acesteia o numesc Cosa Nostra (pronunție în italiană [ˈkɔːza ˈnɔstra, ˈkɔːsa -]), iar guvernul american La Cosa Nostra (LCN). Numele organizației este derivat din numele mafiei siciliene din moment ce mafia americană a luat naștere odată cu sosirea imigranților italieni din Sicilia. Cu toate acestea, organizația s-a dezvoltat treptat într-o entitate independentă față de mafia siciliană, încorporând alți gangsteri italoamericani și grupuri criminale precum Camorra⁠(d) care activează în Statele Unite și Canada. În America de Nord, este adesea descrisă drept mafia italiană, deși acest termen se poate aplica și celei siciliene sau altor grupuri implicate în crima organizată din Italia⁠(d).
Mafia din Statele Unite a apărut în cartierele sau ghetourile imigranților italieni săraci⁠(d) din East Harlem⁠(d), cartier cunoscut și sub denumirea de Harlemul italian, Lower East Side⁠(d) și Brooklyn din New York City; de asemenea, aceasta a apărut în alte zone de pe coasta de est a Statelor Unite⁠(d) și în unele zone metropolitane importante precum New Orleans și Chicago la sfârșitul secolului al XIX-lea și începutul secolului al XX-lea ca urmare a valurilor de imigranți italieni sosiți cu precădere din Sicilia și alte țări regiuni din sudul Italiei. Deși își are rădăcinile în mafia siciliană, ea reprezintă o organizație separată în Statele Unite. Toate grupurile criminale napolitane, calabreze și din alte regiuni italiene înființate în SUA alături de alți criminali italoamericani au format împreună cu mafioții sicilieni o mafie modernă panitaliană în America de Nord. Astăzi, mafia americană are legături cu diverse grupuri italiene precum mafia siciliană, Camorra din Napoli și 'Ndrangheta din Calabria.
Mafia activează astăzi cu precădere în nord-estul Statelor Unite⁠(d), mai precis în New York City, Philadelphia, New Jersey, Buffalo și New England, în zone precum Boston, Providence și Hartford. Concomitent, aceasta este extrem de activă în Chicago și în alte mari orașe industriale⁠(d) din vestul mijlociu precum Kansas City⁠(d), Detroit, Pittsburgh, Milwaukee, Cleveland și St. Louis. O prezență mai slabă, dar totuși semnificativă există în locuri precum New Orleans, Florida, Denver, Las Vegas și Los Angeles. La apogeu, în cel puțin 26 de orașe din Statele Unite existau familii Cosa Nostra cu numeroase filiale în alte orașe. În New York domină cele cinci familii principale ale mafiei americane cunoscute sub denumirea de familia Gambino, familia Lucchese, familia Genovese, familia Bonanno și familia Colombo.Această organizație a dominat o perioadă îndelungată criminalitatea organizată din Statele Unite. Fiecare familie are propriul teritoriu și funcționează independent de celelalte în timp ce coordonarea la nivel național este supravegheată de o Comisie alcătuită din șefii celor mai puternic familii. Deși mafia operează cu precădere în regiunea de nord-est a țării și în Chicago, aceasta continuă să domine crima organizată în ciuda numărului tot mai mare de grupuri criminale.

## Terminologie
Termenul mafia (italiană: [ˈmaːfja]) este derivat din adjectivul sicilian mafiusu care în traducere aproximativă înseamnă „îndrăzneală”, dar poate fi tradus și prin „bravadă”. Dacă ne referim la un bărbat, mafiusu (mafioso în italiană) însemna în Sicilia secolului XIX „neînfricat“, „întreprinzător“ și „mândru“ conform cercetătorului Diego Gambetta⁠(d). Dacă ne referi la o femeie însă, adjectivul feminin mafiusa înseamnă „frumos” sau „atractiv”. În America de Nord, mafia americană poate fi denumită în mod colocvial „Mafia” sau „the Mob”. Fără un context bine stabilit, cei doi termeni pot provoca confuzie: termenul „mafia” denotă atât mafia siciliană, cât și crima organizată din Italia⁠(d) în general în timp ce prin termenul „the mob” ne referim la grupuri implicate în crima organizată (precum mafia irlandeză⁠(d)) sau la crima organizată în general.

## Istorie

#### Origini: Mâna neagră
Mafia din Statele Unite intră pentru prima dată în atenția presei în primăvara anului 1869 când ziarul New Orleans Advocate⁠(d) publică un articol în care atrage atenția asupra faptului că al doilea district este invadat de „cunoscuți ucigași, contrabandiști și hoți sicilieni care au înființat în ultima lună un fel de parteneriat sau societate care se ocupă cu furturi și tulburarea liniștii orașului”. Italienii din sudul Italiei au emigrat cu precădere în Brazilia și Argentina, iar navele lor treceau prin portul orașului New Orleans.

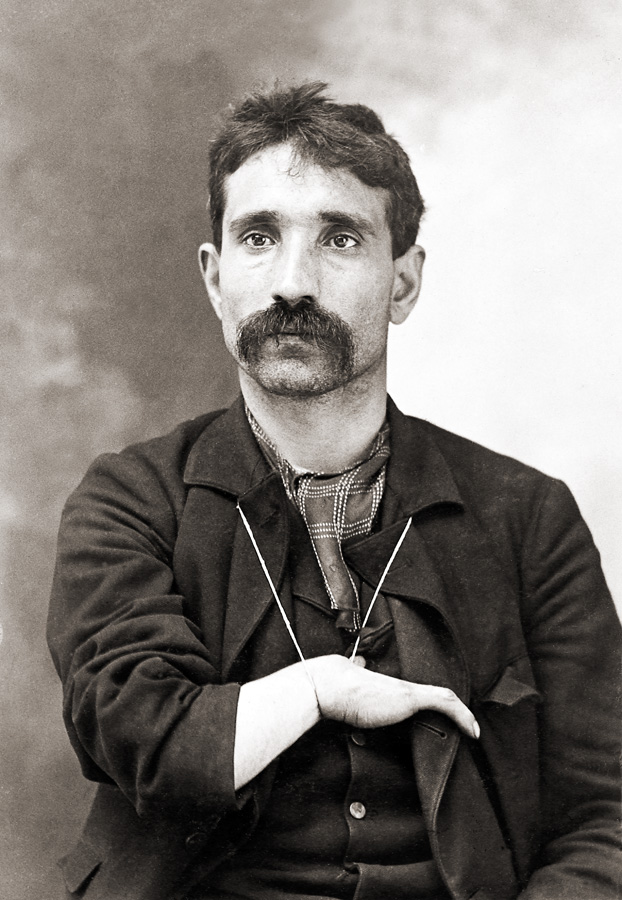
, considerat unul dintre primii membri ai mafiei care a emigrat în Statele Unite, era recunoscut după malformația congenitală de la mâna dreaptă.

Grupurile asociate mafiei au câștigat influență mai întâi în zona New York City. Aceștia au operat cu precădere în cartierele populate de imigranți italieni săraci înainte să-și extindă operațiunile la nivelul orașului și într-un final la nivel național. Mâna neagră este denumirea dată unei metode de șantaj utilizate în cartierele italiene la începutul secolului al XX-lea. Aceasta era considerată în mod incorect metoda tipică a unei singure organizații deoarece infractorii din comunitățile italiene din întreaga țară o utilizau. Infracțiunea constă în trimiterea de scrisori unor persoane în care acestea erau amenințate cu violență fizică, răpire, incendiere⁠(d) sau crimă dacă nu livrează o anumită sumă de bani într-o locație specifică.
Giuseppe Morello⁠(d) a fost recunoscut drept primul membru al mafiei care a emigrat în Statele Unite. Acesta și alți șase sicilieni au fugit în New York după uciderea a 11 proprietari de terenuri bogați, a cancelarului și a unui vicecancelar dintr-o provincie siciliană. A fost arestat în New Orleans în 1881 și extrădat în Italia.
Din anii 1890 până în 1920, grupul Five Points Gang⁠(d) din New York, fondat de Paul Kelly⁠(d), a dominat străzile din Mica Italie din Lower East Side⁠(d). Kelly a recrutat niște huligani care au devenit ulterior unii dintre cei mai faimoși șefi ai secolului (e.g. Johnny Torrio, Al Capone, Lucky Luciano și Frankie Yale⁠(d)). Gașca era adesea în conflict cu Eastman Gang⁠(d) care activa în aceeași zonă. Camorra napolitană era, de asemenea, foarte activă în Brooklyn. În Chicago, cartierul italian Ward 19 a devenit cunoscut sub numele de „Bloody Nineteenth” (în română Sângerosul 19) din cauza faptelor violente petrecute în zona respectivă, majoritatea fiind comise de mafie.
Se speculează că în New Orleans a avut loc primul incident mafiot din Statele Unite care a intrat în atenția publicului național și internațional. Pe 15 octombrie 1890, inspectorul poliției din New Orleans, David Hennessy⁠(d), a fost executat. Este încă neclar dacă imigranții italieni l-au ucis sau dacă a fost o înscenare⁠(d) pusă la cale de nativii care urau imigranții. Sute de sicilieni au fost arestați în baza unor acuzații nefondate, iar nouăsprezece dintre aceștia au fost în cele din urmă acuzați de crimă. Aceștia au fost însă achitați, moment în care în comunitate au început să apară zvonuri despre martori intimidați și mite. La 14 martie 1891, cetățenii revoltați din New Orleans au linșat 11 dintre cei 19 inculpați⁠(d): doi au murit spânzurați, nouă au fost împușcați, iar ultimii opt au scăpat.

#### Perioada Prohibiției
La 16 ianuarie 1919, prohibiția începe în Statele Unite odată cu adoptarea celui de-al 18-lea amendament la Constituția Statelor Unite prin care producerea, transportul și comercializarea alcoolului erau scoase în afara legii. În ciuda acestor interdicții, exista o cerere foarte mare din partea publicului. Din această cauză, polițiștii și politicienii au început să tolereze distribuirea băuturilor alcoolice prin orașe. Deși mafia nu era implicată în mod explicit, rata criminalității în perioada prohibiției a crescut de la 6.8 per 100.000 de locuitori la 9.7, iar în primele trei luni de după adoptarea amendamentului, sticle de whiskey⁠(d) în valoare de jumătate de milion de dolari au fost furate din depozitele guvernamentale. Au fost peste 900.000 de cazuri în care sticle de lichior au fost transportate în apropierea orașelor din Statele Unite. Bandele criminale și politicienii au profitat de prohibiție și au distribuit cantități mari de alcool în diferite oraș. Majoritatea băuturilor au fost importante din Canada, Caraibe și vestul mijlociu unde alambicurile⁠(d) încă produceau ilegal alcool.

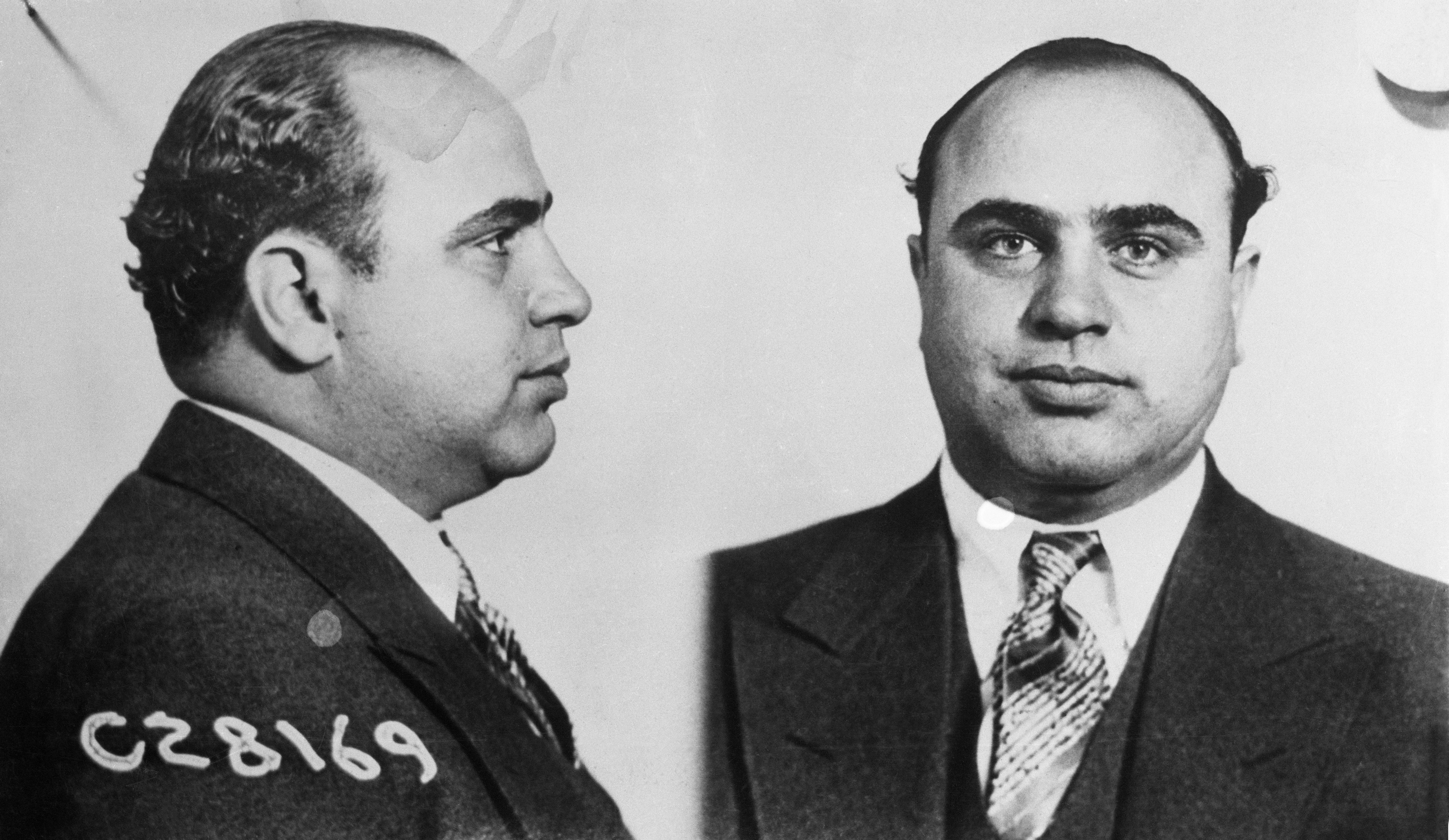
Ascensiunea la putere a lui Al Capone în Chicago l-a transformat într-o figură importantă din perioada Prohibiției.

La începutul anilor 1920, Benito Mussolini a preluat controlul asupra Italiei și valuri de imigranți italieni au fugit în Statele Unite. Membrii mafiei siciliene au fugit, de asemenea, în Statele Unite deoarece Mussolini a început să intervină în activitățile mafiei. Majoritatea imigranților italieni locuiau în blocuri⁠(d). Unii s-au alăturat mafiei ca să scape din sărăcie.
Mafia a profitat de interdicție și a început să vândă alcool ilegal. Profiturile obținute în urma acestei activități le-au depășit cu mult pe cele obținute din taxele de protecție⁠(d), șantaj, jocuri de noroc și prostituție. Interzicerea le-a permis familiilor asociate mafiei să obțină venituri uriașe. Odată cu trecerea timpului, diverse grupuri au început să domine crima organizată din diferite orașe. În jurul acestei industrii a distribuirii ilegale a alcoolului a început organizarea primelor găști, cu câțiva ani înainte de reorganizarea lor sub formă de familii. Ca să funcționeze, noua industrie avea nevoie de membri la toate nivelurile (i.e. șefi, avocați, camionagii și persoane care să elimine competiția prin amenințări sau violență fizică). Găștile își deturnau reciproc transporturile și le cereau rivalilor să plătească taxe de protecție; din acest motiv, gardieni înarmați însoțeau întotdeauna mașinile care livrau alcool.
În anii 1920, familiile mafiei au început să pornească războaie cu scopul de a controla întreaga operațiune de distribuție a băuturilor alcoolice. În conflicte au fost implicate și găștile de irlandezi și evrei care urmăreau să obțină controlul operațiunilor desfășurate în propriile teritorii. În New York, Frankie Yale⁠(d) a intrat în conflict cu White Hand Gang⁠(d). În Chicago, Al Capone și familia sa elimină gruparea irlandeză North Side⁠(d). În New York, până la sfârșitul anilor 1920, au apărut două grupuri implicate în crima organizată care luptau pentru controlarea lumii interlope, unul condus de Joe Masseria și celălalt condus de Salvatore Maranzano. Tensiunile dintre cei doi au provocat războiul Castellammarese. Masseria este asasinat în 1931, iar Maranzano împarte găștile din New York în cinci familii. Acesta, primul lider al mafiei americane, a stabilit codul de conduită al organizației, a înființat structura unei „familii” și a stabilit proceduri de soluționare a disputelor. Într-o mișcare fără precedent, Maranzano se declară capo di tutti i capi și le cere familiilor să-i plătească tribut. Acest nou rol asumat de Maranzano nu a fost pe placul celorlalte familii, motiv pentru care șase luni mai târziu a fost asasinat la ordinele lui Charles „Lucky” Luciano. Tot Luciano orchestrase și asasinarea lui Masseria.

#### Comisia

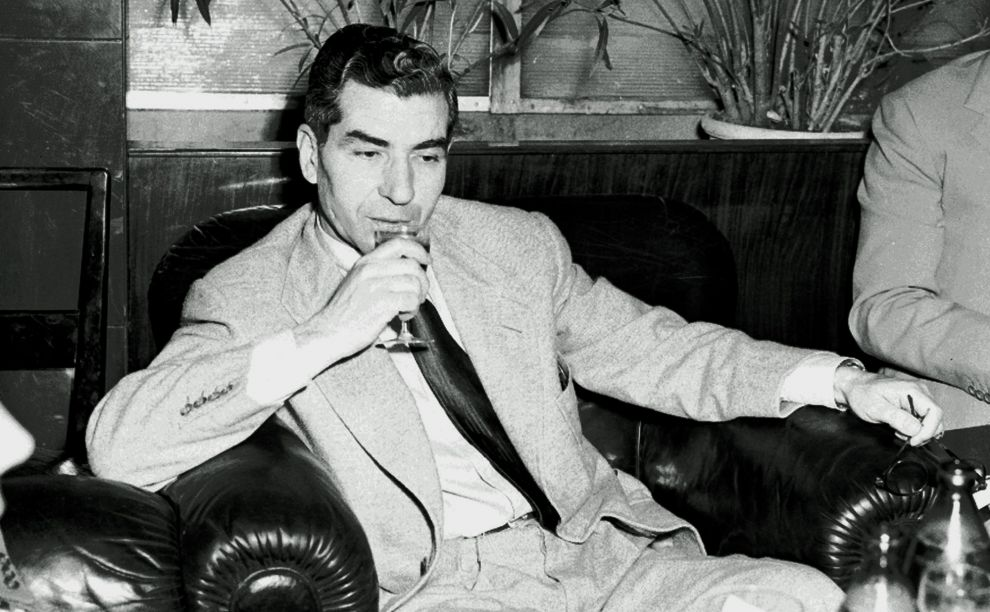
Charles „Lucky” Luciano la hotelul Excelsior din Roma (1948)

Ca alternativă la practica despotică a mafiei de a pune un gangster în funcția de capo di tutti capi, Luciano a creat Comisia în 1931 unde șefii celor mai puternice familii erau considerați egali, votau cu privire la problemele importante care afectau mafia și rezolvau disputele dintre familii. Această organizație controla Sindicatul național al crimei, iar după înființarea sa a urmat o perioadă de pace și prosperitate. Până la mijlocul secolului, au apărut 26 de familii asociate mafiei și recunoscute de Comisie, fiecare cu sediul într-un oraș diferit (excepție făcând cele cinci familii din New York City). Fiecare familie funcționa independent de celelalte și avea un teritoriu exclusiv unde își desfășura activitatea. Spre deosebire de generația trecută a „Mustache Pete” - din care făceau parte Maranzano și Masseria - care discuta afaceri doar cu alți etnici italieni, noua generație intitulată „Young Turks” era mai dispusă să lucreze cu alte grupuri precum mafia evreiască pentru a obține mai mulți bani. Mafia a prosperat datorită unui set de reguli stricte (i.e. o structură ierarhică bine stabilită și un cod al tăcerii⁠(d) care interzice cooperarea cu autoritățile, omertà). Nerespectarea acestor reguli se pedepsește cu moartea.
Influența pe care a dobândit-o mafia în perioada prohibiției a continuat să crească și după legalizarea alcoolului. Imperiile criminale care și-au extins operațiunile cu ajutorul banilor obținuți din vânzarea ilegală de băuturi au descoperit alte căi prin care să câștige sume mari de bani. După legalizare în 1933, mafia s-a implicat în diferite activități ilegale: pariuri, împrumuturi⁠(d), șantaj, taxe de protecție, trafic de droguri și controlarea sindicatelor. La mijlocul secolului XX, se specula că mafia s-a infiltrat în numeroase sindicate din Statele Unite, în special în Teamsters⁠(d) și Asociația Internațională a Docherilor⁠(d). Acest fapt le-a permis să intre în afaceri legitime foarte profitabile din domeniul construcțiilor, demolărilor, gestionarea deșeurilor, comerțului cu amănuntul, industria confecțiilor și diferite operațiuni în docuri. Mai mult, aveau acces la fondurile de pensii ale sindicatelor, amenințau întreprinderile cu greve și organizau pariuri frauduloase⁠(d). În New York, majoritatea construcțiilor nu putea fi realizate fără aprobarea celor cinci familii. În porturi și docuri, mafia mituia membrii sindicatului ca să obțină informații despre obiectele valoroase care ajungeau în port; marfa primită era furată și vândută la suprapreț.
Meyer Lansky a intrat în industria cazinourilor din Cuba în anii 1930 în timp ce mafia era deja implicată în exportul de zahăr și rom cubanez. Când prietenul său Fulgencio Batista a devenit președinte al Cubei în 1952, mai multor șefi ai mafiei li s-a permis să investească în cazinouri. Conform unei estimări, existau nu mai puțin de 19 cazinouri deținute de gangsteri. Când guvernul lui Batista a fost răsturnat ca urmare a revoluției cubaneze, succesorul său, Fidel Castro, a interzis toate investițiile din SUA, decizie care a pus capăt operațiunilor mafiei în Cuba. În aceeași perioadă, Las Vegas era văzut drept un „oraș deschis” în care orice familie poate activa. Odată ce Nevada a legalizat jocurile de noroc, gangsterii au profitat de această modificare, iar industria cazinourilor a devenit foarte populară în Las Vegas. Din anii 1940, familiile asociate mafiei din New York, Cleveland, Kansas City, Milwaukee și Chicago au devenit interesate de cazinourile din zonă. Aceștia au primit împrumuturi din fondul de pensii al sindicatului Teamsters aflat sub controlul lor. Când banii ajungeau în camera de numărare⁠(d), existau persoane angajate să preia o parte din sumele câștigate înainte să fie înregistrate și să le livreze șefilor. Pierderile nu au fost înregistrate, însă suma se estimează la sute de milioane de dolari.
Deoarece operau pe ascuns, poliția nu a intervenit în activitățile mafiei. Poliția locală nu dispunea de resursele și cunoștințele necesare ca să poată combate în mod eficient crima organizată comisă de o societate secretă despre care nu știau că există. O mare parte din angajații poliției și ai tribunalelor erau pur și simplu mituiți, iar martorii erau intimidați. În 1951, un comitet al Senatului Statelor Unite, intitulat comitetul Kefauver⁠(d), a stabilit că o „organizație criminală sinistră” cunoscută sub numele de mafia funcționează în țară. Mai mulți gangsteri au fost chemați la audieri, însă puțini au depus mărturie și niciunul nu a oferit informații semnificative. În 1957, poliția statală din New York a descoperit o întâlnire a mafiei și a arestat personalități din întreaga țară în Apalachin, New York⁠(d). Evenimentul - denumit Întâlnirea Apalachin - a forțat Biroul Federal de Investigații să recunoască crima organizată ca fiind o mare problemă în Statele Unite și să schimbe modul în care oamenii legii o investighează. În 1963, Joe Valachi⁠(d) a devenit primul membru al mafiei care a depus mărturie⁠(d) și a furnizat informații detaliate despre modul în care funcționează și secretele sale. Mai mult, acesta a dezvăluit existența mafiei, fapt care a permis FBI-ului să ancheteze agresiv Sindicatul național al crimei. Ca urmare a declarațiilor lui Valachi, mafia nu a mai reușit să opereze din umbră. Ca să investigheze crima organizată la nivel național, FBI-ul a înființat Organized Crime Strike Force în diferite orașe. În ciuda acestor măsuri, mafia a continuat să-și desfășoare activitățile criminale. Abia la începutul anilor 1980, FBI-ul a reușit să pună probleme mafiei odată cu izgonirea acestora din Las Vegas și limitarea influenței pe care o aveau în sindicate.

#### Surse de venit

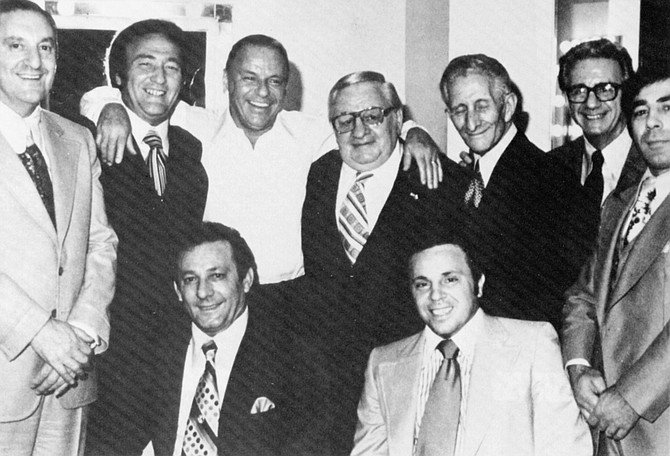
Frank Sinatra alături de membri ai mafiei. În fotografie apar gangsteri importanți precum Paul Castellano (ultimul din stânga), Carlo Gambino (cel cu ochii închiși) și Jimmy Fratianno (în spatele lui Gambino).

#### Legea RICO

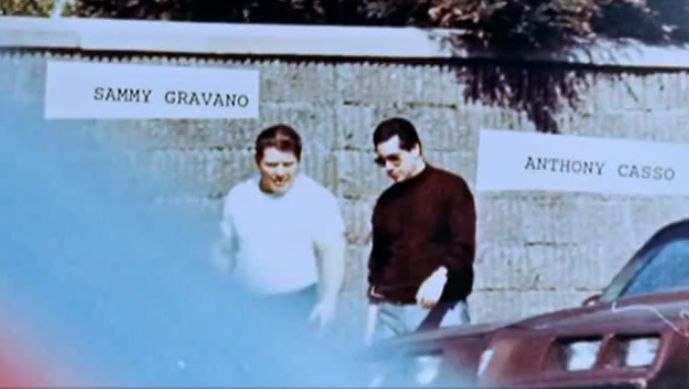
Sammy Gravano (stânga) și într-o fotografie realizată de agenți FBI sub acoperire.

## Listă cu familiile asociate mafiei

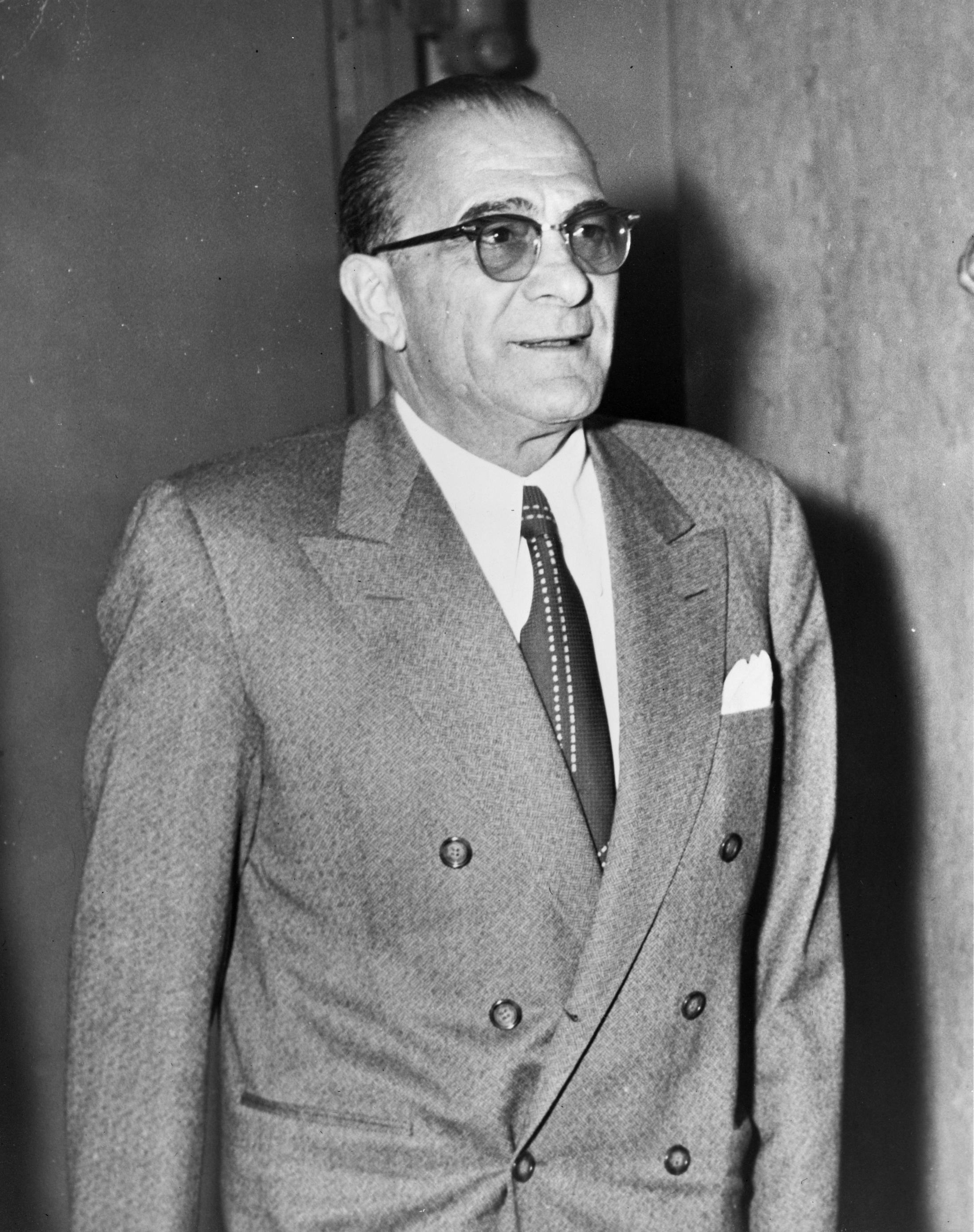
„Don Vito” Genovese a fost liderul familiei Genovese și mentor al viitorului don al familiei, Vincent „The Chin” Gigante.

## Reacția autorităților

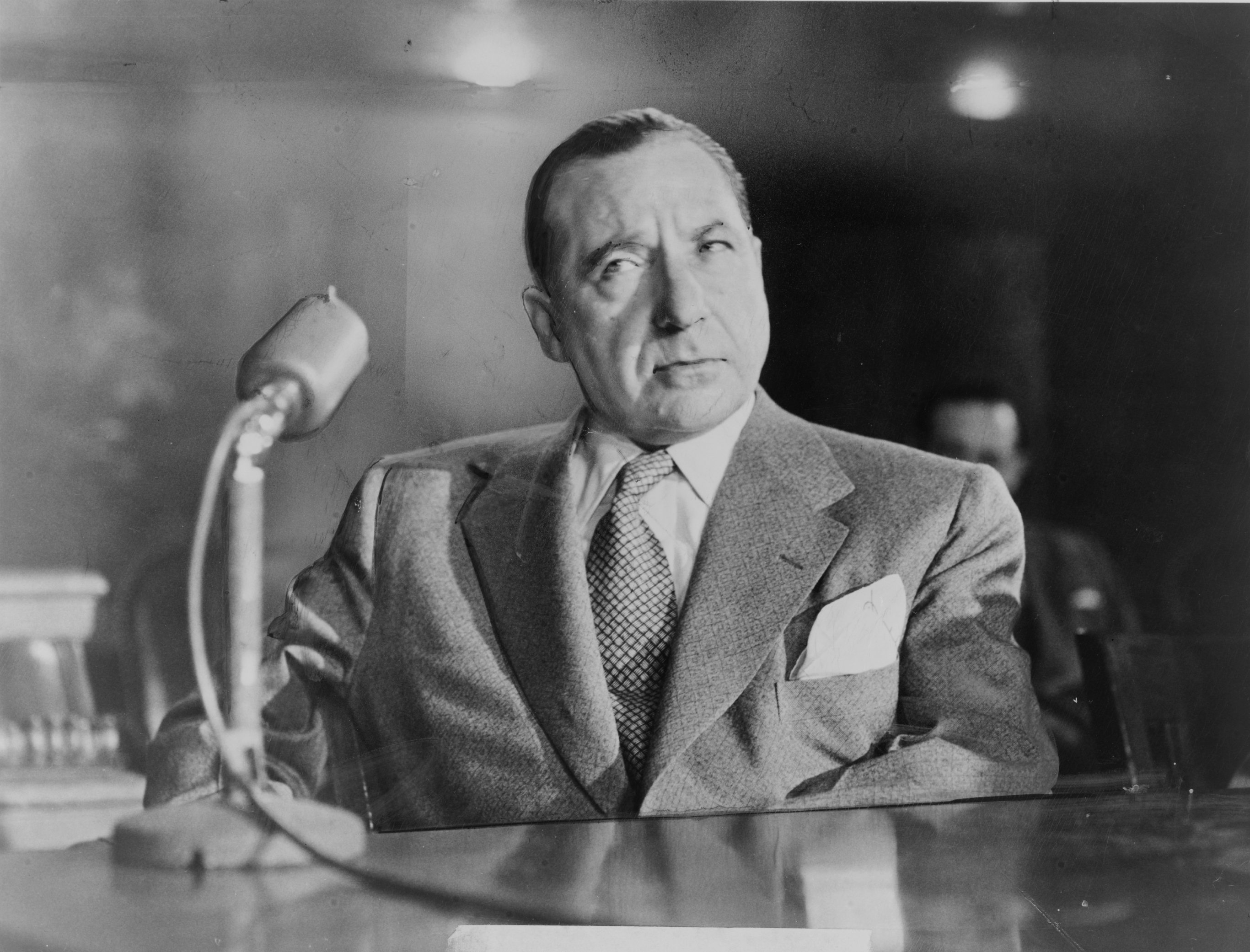
Frank Costello a fost unul dintre mafioții care au depus mărturie în fața comitetului Kefauver care investiga crima organizată.

### Audierile Valachi

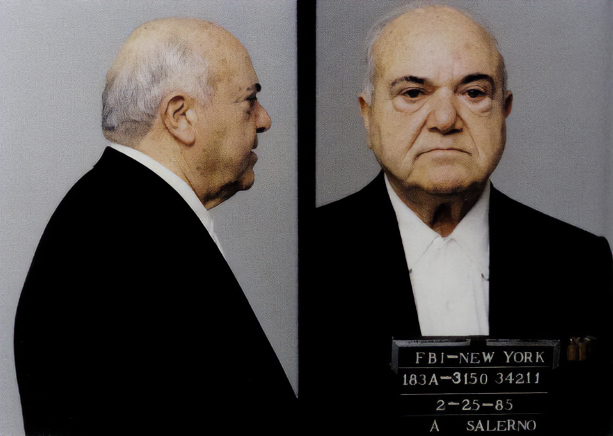
Fotografie a lui Anthony „Fat Tony” Salerno realizată de FBI odată cu inculparea sa în procesul comisiei.